# Liste der Monuments historiques in Lièpvre
Die Liste der Monuments historiques in Lièpvre führt die Monuments historiques in der französischen Gemeinde Lièpvre auf.

## Liste der Bauwerke
| Bezeichnung | Beschreibung                                                                             | Standort               | Kennzeichnung | Schutzstatus | Datum | Bild           |
| ----------- | ---------------------------------------------------------------------------------------- | ---------------------- | ------------- | ------------ | ----- | -------------- |
| Kapelle     | Ehemaliges Beinhaus, 1754 erbaut, mit Bauteilen eines Vorgängers aus dem 16. Jahrhundert | Rue de l’Église (Lage) | PA00085506    | Inscrit      | 1934  | weitere Bilder |

## Liste der Objekte
| Bezeichnung | Beschreibung          | Standort                                        | Kennzeichnung | Schutzstatus | Datum | Bild |
| ----------- | --------------------- | ----------------------------------------------- | ------------- | ------------ | ----- | ---- |
| Glocke      | Bronze, 1542 gegossen | in der Kirche Notre-Dame-de-l’Assomption (Lage) | PM68000726    | Classé       | 1992  |      |